# Pustoryl panenský
Pustoryl panenský (Philadelphus × virginalis) je opadavý keř z čeledi hortenziovité. Je hybridního původu, vznikl v kultuře v roce 1909, rodičovské druhy jsou pustoryl Lemoinův a Philadelphus nivalis 'Plenus'. Je pěstován v řadě kultivarů a je ceněný pro bohaté kvetení a velké, více či méně plné a silně vonné květy.

## Popis
Pustoryl panenský je vzpřímený opadavý keř s tuhými vzpřímenými větvemi, dorůstající výšky 1 až 3 metrů. Letorosty jsou v mládí chlupaté. Starší borka je odlupčivá. Listy jsou vejčitého tvaru, oddáleně zubaté, 4 až 8 cm dlouhé a 2,5 až 4,5 cm široké, na bázi zaokrouhlené, na vrcholu krátce zašpičatělé. Na líci jsou lysé nebo olysalé, na rubu stejnoměrně přitiskle chlupaté. Květy jsou bílé, silně vonné, 4 až 5 cm široké, s částečně nebo zcela pomnoženými korunními lístky (poloplné až plné). Jsou uspořádané po 3 až 7 v chudých hroznech. Kalich i češule jsou stejnoměrně chlupaté. Tyčinky jsou delší než čnělky. Tobolky jsou elipsoidní až téměř kulovité. Kvete v červnu.

## Rozlišovací znaky
Jiné pustoryly s velkými květy (nad 3,5 cm v průměru) mají buď lysý kalich (P. coronarius, P. × cymosus, P. × falconeri, P. inodorus) nebo nevonné květy (P. floridus, P. pubescens), případně obojí. Dobrým rozlišovacím znakem oproti ostatním běžněji pěstovaným velkokvětým druhům je také přitiskle plstnatá spodní strana listů. Pustoryl panenský má vždy více či méně plné květy, byť u některých kultivarů pouze v podobě několika úzkých korunních lístků navíc ve středu květu.

## Historie
Pustoryl panenský byl vyšlechtěn v roce 1909 Lemoinem v Nancy zkřížením druhů Philadelphus × lemoinei (pustoryl Lemoineův) a Philadelphus nivalis 'Plenus'. Po druhém rodiči získal mj. plné květy.

## Kultivary
Tento druh pustorylu je pěstován v řadě kultivarů. Z českých botanických zahrad jsou uváděny tyto (často jako Philadelphus hybr. + název kultivaru), v závorce je uveden rok vzniku:
- 'Albatre' (1912)
- 'Argentine' (1913)
- 'Burfordensis' (?)
- 'Enchantment' (1923)
- 'Girandole' (1915)
- 'Glacier' (1913)
- 'Miniature Snowflake' (?)
- 'Minnesota Snowflake' (1935)
- 'Schneesturm' (1949)
- 'Virginal' (1909)[4][5]